# Jugoslavija med prvo in drugo svetovno vojno
Jugoslavija je bilo skupno ime za več držav južnoslovanskih narodov na severozahodu Balkanskega polotoka med letoma 1918 in 2003. Ta članek opisuje zgodovino med letoma 1918 in 1941.

## Država Slovencev, Hrvatov in Srbov
Glavni članek Država Slovencev, Hrvatov in Srbov.
5. in 6. oktobra 1918 je bil v Zagrebu ustanovljen Narodni svet Slovencev, Hrvatov in Srbov. V sprejetem pravilniku je poudaril, da je »politični predstavnik vseh Slovencev, Hrvatov in Srbov, ki žive v Hrvaški in Slavoniji z Reko, v Dalmaciji, Bosni in Hercegovini, Istri, Trstu, Kranjski, Goriški, Štajerski, Koroški, Bački, Banatu, Baranji, Medžimurju in po ostalih krajih jugozahodne Ogrske.« Narodnemu svetu je formalno načeloval Anton Korošec, v njegovi odsotnosti pa sta ga vodila Svetozar Pribičević in dr. Ante Pavelić (ki ga ne smemo zamenjevati s kasnejšim vodjo NDH).
Avstro-Ogrska je oktobra antanti v zameno za premirje ponudila avtonomijo za slovanske narode v državi, kar pa je predsednik ZDA Woodrow Wilson zavrnil. Narodni svet je na podlagi te zavrnitve 21. oktobra zahteval brezpogojno samoodločbo. Po porazu Avstro-Ogrske in centralnih sil sta hrvaški sabor v Zagrebu in ljudski shod v Ljubljani 29. oktobra razglasila narodno osvoboditev in ustanovitev samostojne Države Slovencev, Hrvatov in Srbov s središčem v Zagrebu. 31. oktobra je bila v Ljubljani ustanovljena Narodna vlada SHS v Ljubljani. Ta je bila najvišji zakonodajni in upravni organ v Sloveniji. 1. novembra je Narodni svet za Štajersko povišal Rudolfa Maistra v generala in mu poveril poveljstvo na slovenskem Štajerskem. 23. novembra so slovenske enote razorožile nemške brambovce v Mariboru.

## Kraljevina Srbov, Hrvatov in Slovencev
Glavni članek Kraljevina Srbov, Hrvatov in Slovencev.
Nevarnost Italije, ki je zasedla Primorsko, Istro in dele Dalmacije, ter pritisk Srbov po združitvi v skupno državo, izražen že s Krfsko deklaracijo, sprejeto 20. junija 1917 v izgnanstvu na Krfu, sta 1. decembra 1918 povzročila združitev Države SHS s Kraljevino Srbijo v Kraljevino Srbov, Hrvatov in Slovencev s sedežem v Beogradu.
12. novembra 1920 so predstavniki vlade SHS in italijanske vlade v italijanskem mestu Rapallo podpisali pogodbo o razmejitvi, znano kot rapalska pogodba. Jugoslavija se je z njo odrekla velikanskemu delu ozemlja na zahodu: Goriški, delu Notranjske, Trstu, Istri, Zadru ter otokom Cres, Lošinj, Lastovo in Palagruža. Reka je dobila status svobodnega mesta, dve leti kasneje pa je Jugoslavija Italiji priznala tudi pravice nad tem mestom. S podpisom rapalske pogodbe je pod italijansko oblast prišlo okoli pol milijona Slovencev in Hrvatov.
28. novembra 1920 so potekale volitve v ustavodajno skupščino. Na njih je največ glasov (92) dobila Jugoslovanska demokratska stranka (JDS), sledile so ji Narodna radikalna stranka (NRS, 91 glasov), Komunistična partija Jugoslavije (KPJ, 58), Hrvatska republikanska seljačka stranka (HRSS, 50) in druge manjše stranke. Ponoči 29. decembra istega leta je z Obznano komunistična partija prepovedana, vsem njenim poslancem pa so vzeli mandate.
Prvo ustavo Kraljevine SHS, Vidovdansko ustavo, so sprejeli 28. junija 1921. Sprejeta je bila z navadno večino 223 glasov, proti je glasovalo 35 poslancev, 161 pa se je glasovanja vzdržalo. Ustava je Kraljevino Srbov, Hrvatov in Slovencev opredelila kot monarhijo troimenega naroda SHS, ki ga sestavljajo tri enakopravna plemena, in kot uradni jezik določila srbo-hrvaško-slovenski jezik. Makedonskega in črnogorskega naroda ni priznavala. Ustava je sicer zagotavljala nekatere demokratične svoboščine, kot sta svoboda tiska in politično združevanje, po drugi strani pa je dajala vladarju velika pooblastila, kot so razpust skupščine, imenovanje vlade in postavljanje sodnikov. Upravno je država razdeljena na 33 »oblasti«, ki jim načeljujejo župani, te pa imenuje osrednja uprava v Beogradu. Slovenija je razdeljena na ljubljansko in mariborsko oblast. Pokrajine ali oblasti so bile:
| - ljubljanska, - mariborska, - zagrebška, - primorsko-krajiška, - bihaška, - vrbaška, - travniška, - splitska, - mostarska, - dubrovniška, - zetska, | - sarajevska, - tuzlanska, - osiješka, - sremska, - bačka, - beograjska, - podrinjska, - valjevska, - užiška, - podonavska, - požarevška, | - šumadijska, - moravska, - kruševska, - timoška, - reška, - niška, - kosovska, - vranjska, - skopska, - bregalniška in - bitolska. |

Za to obdobje so bile značilne pogoste menjave vlad. Do odprave parlamentarne demokracije 6. januarja 1929 se je izmenjalo kar 24 vlad.
20. junija 1928 je poslanec NRS Puniša Račić v skupščini streljal na skupino hrvaških poslancev in ubil Pavla Radića in Djura Bašarička, težko pa ranil tudi predsednika HSS Stjepana Radića, ki je 8. avgusta ranam podlegel. Po streljanju v parlamentu je opozicija zahtevala odpravo vidovdanske ustave in uvedbo federalizma. Prišlo je do velikih demonstracij v Zagrebu, v oboroženem spopadu je bilo več mrtvih.

## Kraljevina Jugoslavija
Glejte glavni članek Kraljevina Jugoslavija.
6. januarja 1929 je kralj Aleksander I. Karađorđević razveljavil ustavo, razpustil parlament in prevzel oblast. Vlada, ki jo je vodil general Živković, je bila odgovorna neposredno kralju. Značilnosti šestojanuarske diktature so bile neomejena oblast kralja in razpustitev političnih strank. 3. oktobra 1929 je bila država preimenovana v Kraljevino Jugoslavijo in razdeljena na 9 upravno-administrativnih enot, imenovanih banovine:
- Dravska banovina (sedež Ljubljana)
- Savska banovina (sedež Zagreb)
- Primorska banovina (sedež Split)
- Vrbaška banovina (sedež Banja Luka)
- Drinska banovina (sedež Sarajevo)
- Zetska banovina (sedež Cetinje)
- Donavska banovina (sedež Novi Sad)
- Moravska banovina (sedež Niš)
- Vardarska banovina (sedež Skopje)

Mesto Beograd je imelo skupaj s primestji Zemunom in Pančevim status samostojne administrativne enote. Meje banovin praviloma niso spoštovale zgodovinskih in narodnostnih mej; Bela krajina je tako nekaj časa spadala pod savsko banovino.
Septembra 1931 je kralj izdal novo (»oktroirano« ali vsiljeno, ker ni bilo parlamenta, ki bi jo lahko sprejel) ustavo, s katero je Kraljevina Jugoslavija postala ustavna dedna kraljevina z dinastijo Karađorđević na čelu. Ustava govori o enem »jugoslovanskem« narodu. Uveden je dvodomni parlament, sestavljen iz senata in poslanske zbornice. Poseben zakon je dovoljeval ustanavljanje političnih strank, ki pa niso smele delovati »na verski, plemenski ali pokrajinski osnovi«.
9. oktobra 1934 je Vlado Černozemski, pripadnik probolgarske VMRO (Notranja makedonska revolucionarna organizacija) v sodelovanju z ustaškim gibanjem in ob podpori fašistične Italije, na državniškem obisku v Marseillu izvedel atentat na kralja Aleksandra. Ker prestolonaslednik Peter II. Karađorđević še ni bil polnoleten, ga je nadomeščal stric, knez Pavel Karađorđević.
Decembra 1938 so bile volitve, po katerih je predsednik vlade postal Dragiša Cvetković, podpredsednik pa Vladimir Maček (HSS). 26. avgusta 1939 sta podpisala sporazum, po katerem sta bili savska in primorska banovina združeni v veliko banovino Hrvaško. V tem času je nastajala tudi zamisel o banovini Sloveniji.
Kraljevina Jugoslavija je 25. marca 1941 na Dunaju podpisala pristop k trojnemu paktu in se tako pridružila fašističnim silam.
Dva dni kasneje, 27. marca, so zaradi pristopa k trojnemu paktu v Beogradu izbruhnile demonstracije. Skupina proangleško usmerjenih častnikov in meščanskih politikov, oprta na proteste jugoslovanskih narodov, je izvedla državni udar. Zrušila je kneza Pavla in za polnoletnega razglasila Petra II. kot kralja. Vodenje vlade je prevzel letalski general Dušan Simović. Tako je država dejansko izstopila iz fašističnega tabora.
6. aprila 1941 je Nemčija brez vojne napovedi napadla Kraljevino Jugoslavijo in Grčijo. S tem se je na tem ozemlju začela druga svetovna vojna, ki je trajala štiri leta. Nemška letala so začela bombardirati Beograd, vojska pa je začela izvajati operacije po načelih bliskovite vojne. Na jugoslovansko ozemlje so začele prodirati tudi italijanske in madžarske enote. Jugoslovanska vojska je kapitulirala 17. aprila, Grčija pa 21. aprila. Britanci so se iz Grčije umaknili na Kreto. 20. maja se je začel zračni desant na Kreto. Po 12. dnevih bojev so Nemci osvojili otok. Okupatorji so iz Jugoslavije odpeljali 374.000 ujetnikov, državo pa so si razdelili Nemci, Italijani, Bolgari in Madžari.
V Sloveniji je vojna tedaj trajala le šest dni. Večjih opustošenj ni bilo. Oddelki nemške 2. armade so prodirali proti Varaždinu, Zagrebu in Karlovcu, oddelki italijanske 2. armade pa proti Ljubljani in Kočevju. Pri obrambi je imela jugoslovanska kraljeva vojska obmejne enote in 7. armado. Okoli 3.000 prostovoljcev je bilo pripravljenih se upreti.